# Землетрус у Китаї 24 лютого 2003 року
Землетрус 24 лютого 2003 року в Китаї — землетрус у Сіньцзян-Уйгурському автономному районі Китаю. Поранені понад 4000 людей. Загинуло близько 261 людей. Розруйновано понад 10 000 будинків.
«Кіодо цусін» повідомила, що епіцентр був за 40 км на схід від центру повіту Цзяші.
Час землетрусу:
- 2 години 3 хвилини за Гринвічем (UTC): 02:03:41.6 — ГС РАН; 02:03:41.39 — NEIC, USGS
- 10:03:41 AM місцевий час в епіцентрі

Координати епіцентру:
- 39,54° пн. ш., 77,19° cх. д., глибина 15 км. — ГС РАН
- 39,61° пн. ш., 77,24° cх. д., глибина 11,0 км. — NEIC, USGS

Магнітуди:
- Mb = 5,7, Ms = 6,3 — ГС РАН
- Mb = 5,7, Ms = 6,4 — NEIC, USGS

Інтенсивність: 8—8,5 балів — ГС РАН